# Great Lake Swimmers
Great Lake Swimmers est un groupe de folk rock canadien, originaire de Wainfleet, en Ontario. Il est formé autour du chanteur et auteur Tony Dekker, le groupe vit désormais à Toronto.
Le groupe est composé de Tony Dekker au chant, guitare acoustique et harmonica, Erik Arnesen au banjo, guitare électrique et harmonium, Joshua Van Tassel à la batterie, Bret Higgins à la basse et Miranda Mulholland au violon et chœurs. Julie Fader (chœurs), Sandro Perri (guitare), Greg Millson (batterie) et Colin Huebert (batterie) ont fait partie du groupe mais ne jouent plus avec cette formation.
Le style musical du groupe est comparé à Red House Painters, Nick Drake, Iron and Wine et Neil Young, ou encore à Will Oldham (Bonnie « Prince » Billy) et Sufjan Stevens. Dekker cite parmi ses influences Gram Parsons et Hank Williams.
Leur chanson I Could Be Nothing, tirée de leur second album Bodies And Minds (2005), est mise en lumière dans le film Personal Effects, réalisé en 2009 par David Hollander et mettant en vedette Michelle Pfeiffer, Ashton Kutcher et Kathy Bates.

## Biographie

### Débuts (2003–2006)
Le groupe sort deux albums, Great Lake Swimmers en 2003, et Bodies and Minds en 2005, sur le label indépendant Weewerk avant de signer chez Nettwerk en 2007.
En 2006, le groupe sort un « coffret » sur Zunior, qui comprend les deux premiers albums, une édition limitée de l'EP Hands in Dirty Ground, plusieurs photos numériques de tournées et une vidéo de la chanson To Leave It Behind sur une clé USB de 512 MB.

### OngiaraetLost Channels(2007–2008)
Le groupe sort son troisième album, Ongiara, le 27 mars 2007 au Canada et en mai dans le reste du monde. Même si le groupe a signé sur le label Nettwerk en 2007, Great Lake Swimmers est toujours géré par Weewerk. En septembre 2007, Weewerk sort en disque vinyle une version limitée de Ongiara. Ce disque était disponible en Australie grâce au label indépendant local Speak N Spell. En 2008, Dekker est invité sur l'album Charlotte or Otis: Duets for Children, Their Parents and Other People Too, de Jenny Omnichord, interprétant en duo la chanson Do You Know Karate.
Leur quatrième album, Lost Channels, sort le 31 mars 2009. Il est bien accueilli par la critique et est nommé à plusieurs prix canadiens. En 2009, le groupe sort aussi, en édition limitée, un vinyle en collaboration avec le groupe allemand Audiotransparent. Ce disque comprend une reprise du classique d'Elvis Presley Don't Be Cruel et la chanson originale Send Me a Letter. Dekker et Arnesen apparaissent aussi sur la chanson You Are a Movie de Audiotransparent. En 2009, Great Lake Swimmers participe à une série de documentaires interactifs appelé City Sonic. Cette série, autour d'une vingtaine d'artistes de Toronto, contient une interview de Tony Dekker à propos de son trajet quotidien dans le réseau de métro de Toronto. 
En 2010, le groupe contribue à la communauté de musique en ligne Swim Drink Fish Music avec quatre chansons : les versions live de Your Rocky Spine, I Could Be Nothing et Everything Is Moving So Fast ainsi qu'une chanson inédite alors, Ballad of a Fisherman's Wife. La chanson Moving Pictures Silent Films est apparue dans l'épisode 3...2...1... de la série Warehouse 13, sorti le 8 août 2011. En 2011, Dekker participe à une autre série de documentaires intitulée National Parks Project, visitant le Parc national des Hautes-Terres-du-Cap-Breton (Nouvelle-Écosse) en compagnie du réalisateur Keith Behrman, et des musiciens Daniela Gesundheit et Old Man Luedecke.

### Nouveaux albums (depuis 2011)

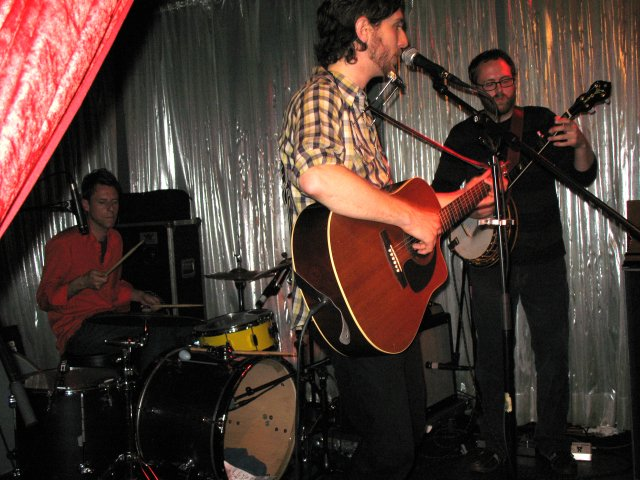
Great Lake Swimmers, au Tsunami Club à Köln.

Leur cinquième album studio, New Wild Everywhere, est sorti le 3 avril 2012. Toujours en avril 2012, le groupe compose un morceau instrumental pour un livre numérique de photographies d'une région de l'Ontario (Archipel des Mille-Îles), réalisé par le photographe Ian Coristine. Dekker sort un album solo, intitulé Prayer of the Woods, en octobre 2013. Cet album comporte huit chansons originales, et des reprises de Gordon Lightfoot (Carefree Highway) et Human Sexual Response (Land of the Glass Pinecones).
Le sixième album du groupe, A Forest of Arms, est publié le 21 avril 2015.

## Discographie

### Singles
| Année | Chanson                           | Album               |
| ----- | --------------------------------- | ------------------- |
| 2005  | To Leave It Behind                | Bodies and Minds    |
| 2005  | Bodies and Minds                  | Bodies and Minds    |
| 2007  | Your Rocky Spine                  | Ongiara             |
| 2007  | Catcher Song                      | Ongiara             |
| 2007  | Backstage with the Modern Dancers | Ongiara             |
| 2009  | Pulling on a Line                 | Lost Channels       |
| 2012  | Easy Come Easy Go                 | New Wild Everywhere |
| 2012  | The Great Exhale                  | New Wild Everywhere |
| 2012  | New Wild Everywhere               | New Wild Everywhere |
| 2016  | Swimming Away                     |                     |
| 2020  | Getting To The Heart Of It        |                     |

### Compilations
- 2005 : See You on the Moon! : See You on the Moon!
- 2006 : The Sound the Hare Heard : Where in the World Are You
- 2007 : Borrowed Tunes II: A Tribute to Neil Young : Don't Cry No Tears
- 2007 : Peace on Earth: Gonna Make It Thru this Year
- 2008 : Northern Songs: Canada's Best and Brightest: Your Rocky Spine
- 2008 : (weewerk) is 6! : Song for the Angels (Miracle Version), Gonna Make It Thru This Year (Dekker apparait aussi comme invité sur les morceaux de Audiotransparent, Julie Fader et United Steel Workers of Montreal).
- 2009 : Friends in Bellwoods II : Send Me a Letter
- 2009 : Introducing Townes Van Zandt via the Great Unknown : Our Mother the Mountain
- 2010 : A Country Blues Christmas: The 2010 Zunior Holiday Album : When the Snow Starts to Fall
- 2011 : Paint it Black: An Alt-Country Tribute to the Rolling Stones : Before They Make Me Run
- 2011 : Have Not Been the Same: The Can-Rock Renaissance 1985-1995 : What Was Going Through My Head (reprise de The Grapes of Wrath)

### Bandes originales
- This is not like home (Silver Road, 2007)
- Your Rocky Spine (Weeds, 3x06 Grasshopper, 2007)
- Passenger Song (Numb3rs, 5x08 Thirty-Six Hours, 2008)
- Song Sung Blue (original film score, weewerk, 2008)
- There Is a Light (The Light of Family Burnam, 2008)
- I Could Be Nothing (Personal Effects), 2010)
- Leave It Behind (Personal Effects), 2010)

## Distinctions
- Prix de musique Polaris  (nommé ; 2009)[13]
- Prix Juno (catégorie Roots & Traditional Album de l'année – Groupe) (nommé ; 2009)
- Canadian Folk Music Award (nommé ; 2009)
- Canadian Indie Awards 2010 : meilleur artiste/groupe de folk[14] (récompensé ; 2010)